# Prestige (wytwórnia filmowa)
Prestige Co., Ltd. (jap. 有限会社プレステージ) – japońska niezależna firma produkująca filmy dla dorosłych, znana jako Prestige (jap. プレステージ, zapis stylizowany PRESTIGE), założona w lutym 2002 roku z siedzibą w Shibuya w Tokio.
Prestige obsługuje także portal dystrybucji AV MGS DOGA (jap. MGS動画). Oferuje on szeroką gamę ekskluzywnych produkcji, popularnych aktorek AV, amatorek, anime i produkcji VR.
Około 2017 roku Prestige rozpoczęło działalność wydawniczą pod nazwą Prestige Publishing (jap. プレステージ出版) publikując fotoksiążki z aktorkami AV.